# 岩崎久則
岩崎 久則（いわさき ひさのり、1968年4月4日 - ）は、大分県出身の元プロ野球選手（投手）。右投右打。

## 来歴・人物
小学校3年の時に柔道を始めていたが、小学校4年の時に地元の少年野球チームに入って野球を始める。中学校では軟式野球部に所属。中学卒業時に勧誘されていた大分高に進学し、高校2年春に県大会優勝で九州大会でも準優勝。3年次の1986年春も県大会連覇して九州大会はベスト4、夏は県大会準決勝まで進出。
高校卒業後は、高校1年生の頃から練習参加していた社会人野球の新日本製鐵大分に入団。最初は発足したばかりの別の社会人チームへの入社を考えていたが、新日鐵大分の部長らの説得で翻意した。社会人時代の1989年には内野手との兼任ながら打率.360という成績を残した。
1990年、都市対抗野球に本田技研熊本の補強選手として先発するが敗戦投手。同年のドラフト会議でオリックス・ブルーウェーブから4位指名を受けて入団。
プロ入り後は投手に専念、中継ぎとして登板を重ねるも僅か1勝に留まる。1995年はウエスタン・リーグで最優秀救援投手（17SP）と最優秀防御率（1.69）の2冠に輝き翌1996年には一軍でプロ初勝利を挙げたが層の厚い投手陣に割って入ることができず1997年に広永益隆、小倉恒との交換トレードで、馬場敏史と共にヤクルトスワローズへ移籍。新天地でもこの年に7試合投げただけで、翌年は1試合も一軍登板がないまま現役を引退。スライダー、フォークボールが武器。
1999年から、福岡ダイエーホークスの打撃投手を務める、2011年からは母校の系列・大分中学校（硬式）を指導している。江川侑斗は教え子。2023年秋に大分高校野球部監督に就任。

## 詳細情報

### 年度別投手成績
| 年 度     | 球 団      | 登 板 | 先 発 | 完 投 | 完 封 | 無 四 球 | 勝 利 | 敗 戦 | セ 丨 ブ | ホ 丨 ル ド | 勝 率 | 打 者 | 投 球 回 | 被 安 打 | 被 本 塁 打 | 与 四 球 | 敬 遠 | 与 死 球 | 奪 三 振 | 暴 投 | ボ 丨 ク | 失 点 | 自 責 点 | 防 御 率 | W H I P |
| --------- | ---------- | ----- | ----- | ----- | ----- | -------- | ----- | ----- | -------- | ----------- | ----- | ----- | -------- | -------- | ----------- | -------- | ----- | -------- | -------- | ----- | -------- | ----- | -------- | -------- | ------- |
| 1991      | オリックス | 11    | 0     | 0     | 0     | 0        | 0     | 1     | 0        | --          | .000  | 75    | 15.2     | 20       | 2           | 11       | 0     | 0        | 17       | 0     | 0        | 10    | 8        | 4.60     | 1.98    |
| 1994      | オリックス | 5     | 0     | 0     | 0     | 0        | 0     | 0     | 0        | --          | ----  | 52    | 8.0      | 24       | 1           | 5        | 0     | 0        | 11       | 1     | 0        | 16    | 16       | 18.00    | 3.63    |
| 1996      | オリックス | 16    | 0     | 0     | 0     | 0        | 1     | 0     | 0        | --          | 1.000 | 94    | 22.2     | 16       | 1           | 13       | 1     | 2        | 15       | 3     | 0        | 13    | 9        | 3.57     | 1.28    |
| 1997      | ヤクルト   | 7     | 0     | 0     | 0     | 0        | 0     | 1     | 0        | --          | .000  | 33    | 7.1      | 8        | 2           | 2        | 0     | 0        | 7        | 0     | 0        | 5     | 3        | 3.68     | 1.36    |
| 通算：4年 | 通算：4年  | 39    | 0     | 0     | 0     | 0        | 1     | 2     | 0        | --          | .333  | 254   | 53.2     | 68       | 6           | 31       | 1     | 2        | 50       | 4     | 0        | 44    | 36       | 6.04     | 1.84    |

### 記録
- 初登板：1991年4月18日、近鉄バファローズ2回戦（グリーンスタジアム神戸）、4回表から2番手で救援登板、2回無失点
- 初勝利：1996年4月28日、近鉄バファローズ5回戦（グリーンスタジアム神戸）、3回表1死から2番手で救援登板、3回2/3を1失点

### 背番号
- 58 （1991年 - 1997年途中）
- 59 （1997年途中 - 1998年）
- 115 （1999年）